# Rock transgresivo
Rock transgresivo es el título del primer álbum de estudio de la banda de rock española Extremoduro.
Tras grabar en enero de 1989 una maqueta titulada Rock transgresivo en los Estudios Duplimatic, la banda grabaría y publicaría su primer álbum de estudio Tú en tu casa, nosotros en la hoguera con el sello discográfico Avispa ese mismo año en los Estudios M-20. Al no quedar conformes con el resultado de este último; la maqueta primitiva fue parcialmente regrabada y remezclada con el sello discográfico DRO, siendo publicada en agosto de 1994 como el nuevo álbum de estudio destinado a sustituir a la grabación Tú en tu casa, nosotros en la hoguera.
Ambos álbumes llegaron a coexistir en las tiendas ya que Avispa relanzó el antiguo álbum en formato CD ese mismo año, junto a una promoción que alentaba al público a adquirir la primera obra catalogándola como «el auténtico» y «original»; pero la voluntad del grupo era que el álbum original quedara descatalogado, así que compraron los derechos de este a la discográfica para que se retirara de la venta al público.
La nueva versión del álbum llegó a certificar un disco de oro en 1999 al alcanzar la cifra de 50 000 unidades vendidas en España.

## Antecedentes, grabación y producción
Tras un parón de varios meses desde los primeros conciertos tras la creación del grupo en 1987, Robe decide reactivar el grupo en el verano de 1988 buscando a un nuevo bajista y batería, por lo que sustituye a Kaito y William por Salo y Luis "von Fanta". Al no tener el dinero requerido para poder costearse la grabación de una maqueta, el grupo decide ir vendiendo vales de 1000 pesetas entre sus amigos y conocidos, que posteriormente serán canjeables por una copia del disco. Tras vender 250 de estos vales consiguen reunir el dinero suficiente y entran en enero de 1989 en los estudios Duplimatic de Madrid, donde registran siete temas incluyendo La hoguera, Extremaydura, Romperás, Amor castúo, Decidí, Jesucristo García, Emparedado y Arrebato. Esta maqueta titulada Rock transgresivo les granjeó un notable renombre en el circuito "underground".
Tras aparecer en la televisión catalana y quedar finalistas en un concurso musical, Avispa Music se fija en Extremoduro, y les ofrece un contrato por tres años que les lleva a los estudios M-20 de Madrid a registrar su primer disco. Este álbum se tituló Tú en tu casa, nosotros en la hoguera. En la contraportada, como parte del diseño del disco, aparecen los nombres de algunos de los que colaboraron a la grabación de la maqueta comprándola por adelantado. 
El disco incluye 8 temas, los 7 de la maqueta más uno que en la anterior grabación no pudieron registrar, y nuevamente es producido por el propio grupo. Tal y como publican en su página web, fue hecho "con muchas prisas y pocos medios", por lo que ya desde un primer momento el resultado no les deja muy satisfechos. La grabación y las mezclas se hicieron en poco más de una semana. Los problemas con la discográfica comienzan ya durante la grabación del disco, tanto por diferencias musicales como económicas, lo que conduce a que, poco más de un año después, las relaciones entre las partes concluyan de forma poco amistosa.

### Lista de canciones
Tú en tu casa, nosotros en la hoguera
Todas las canciones escritas por Roberto Iniesta.
| Lado A |                |          |  |
| N.º    | Título         | Duración |  |
| 1.     | «La Hoguera»   | 4:32     |  |
| 2.     | «Extremaydura» | 3:30     |  |
| 3.     | «Romperás»     | 3:54     |  |
| 4.     | «Amor castúo»  | 4:21     |  |

| Lado B |                     |          |  |
| N.º    | Título              | Duración |  |
| 1.     | «Decidí»            | 2:46     |  |
| 2.     | «Jesucristo García» | 5:05     |  |
| 3.     | «Emparedado»        | 4:40     |  |
| 4.     | «Arrebato»          | 3:30     |  |

### Créditos
Extremoduro
- Roberto Iniesta – Guitarra y voz
- Salo – Bajo
- Luis "von Fanta" – Batería

Personal adicional
- Ingeniero de sonido: J. J. Serrano
- Ayudante técnico: Iván Camacho
- Diseño de portada: Rafael Gallego

## Rock transgresivo (1994)
En 1994 Extremoduro es un grupo ya muy distinto del que grabó su debut. Con 4 discos en el mercado, dos de ellos en la multinacional DRO-Atlantic, se pueden permitir reeditar sus dos primeros álbumes, con mejores medios y la producción de Iñaki "Uoho" Antón. Los máster originales de la maqueta primitiva se remezclan, se añaden nuevas tomas de guitarra y teclado a cargo del propio Uoho, y se graban 3 temas nuevos, contando para ello con la colaboración de varios amigos de la banda. La intención de la banda es que esta nueva publicación sustituya a Tú en tu casa, nosotros en la hoguera. Esta nueva versión del álbum se publica el 26 de agosto de 1994.
La nueva edición remasterizada de este último álbum con temas extras fue lanzada el 25 de mayo de 2011. La primera edición en vinilo de la nueva versión del álbum de 1994 se publicó el 11 de marzo de 2014 partiendo de la versión remasterizada lanzada en 2011.

### Lista de canciones
| Rock transgresivo |                                            |                                             |          |  |
| N.º               | Título                                     | Escritor(es)                                | Duración |  |
| 1.                | «Extremaydura»                             | Roberto Iniesta                             | 3:17     |  |
| 2.                | «Emparedado»                               | Roberto Iniesta                             | 4:14     |  |
| 3.                | «Decidí»                                   | Roberto Iniesta                             | 2:30     |  |
| 4.                | «Romperás»                                 | Roberto Iniesta                             | 3:31     |  |
| 5.                | «Adiós abanico, que llegó el aire»         | Roberto Iniesta                             | 3:37     |  |
| 6.                | «Arrebato»                                 | Roberto Iniesta                             | 3:23     |  |
| 7.                | «Jesucristo García»                        | Roberto Iniesta                             | 4:50     |  |
| 8.                | «La hoguera»                               | Roberto Iniesta                             | 3:56     |  |
| 9.                | «Te juzgarán solo por tus errores (Yo no)» | Roberto Iniesta, Marcos Ana                 | 2:59     |  |
| 10.               | «Caballero andante (¡No me dejéis asíii!)» | Roberto Iniesta, Marcos Ana, Manolo Chinato | 2:32     |  |

| Temas extra de la edición 2011 |                                                 |          |  |
| N.º                            | Título                                          | Duración |  |
| 11.                            | «Amor castúo (versión 2004)»                    | 3:26     |  |
| 12.                            | «Extremaydura (nueva mezcla con nuevas pistas)» | 3:25     |  |
| 13.                            | «Jesucristo García (versión 2004)»              | 4:36     |  |
| 14.                            | «Decidí (versión 2004)»                         | 2:32     |  |
| 15.                            | «Arrebato (versión 2004)»                       | 3:41     |  |

### Créditos
Extremoduro
- Roberto Iniesta – Guitarra y voz
- Salo – Bajo
- Luis "von Fanta" – Batería

Personal adicional
- Iñaki Buenrostro – Triángulo
- Iñaki "Uoho" Antón (Platero y Tú) – Guitarras y teclados
- Miguel Ferreras – Bajo en Adiós abanico que llegó el aire y Caballero andante
- Juantxu Olano (Platero y Tú) – Bajo en Te juzgarán solo por tus errores
- Iratxe (Quattro Clavos) – Coros
- Técnicos de sonido: Aitor Ariño y Félix Arribas